# 히에이잔사카모토역
히에이잔사카모토역(일본어: 比叡山坂本駅, ひえいざん・さかもとえき 히에잔사카모토에키[*])은 일본 시가현 오쓰시에 있는 서일본 여객철도 고세이 선의 철도역이다.
1994년 이전까지는 에이잔역(일본어: 叡山駅)으로 불렸다.

## 개요 및 역 구조
섬식 1면 2선의 승강장이 있는 고가역이다. 개찰구는 지상에 1개소가 위치하고 있으며, 개찰구로부터 승강장까지는 엘리베이터와 계단이 각각 1개씩 설치되어 있다. 승강장에는 대합실이 1개소 설치되어 있다.
역의 북단 방향으로 제1 오고토 터널이 위치하고 있다.
역의 업무는 JR 서일본 교통 서비스에 위탁하고 있으며, 미도리노마도구치는 설치되어 있지만 심야 시간대에는 무인이 된다. ICOCA 및 상호 이용 가능 카드를 사용할 수 있는 역이다.

### 승강장
| 1 | ■ 고세이 선 (하행) | 가타타 · 오미이마즈 방면 |
| 2 | ■ 고세이 선 (상행) | 교토 · 오사카 방면       |

## 역세권 정보
- 히요시타이샤
- 게이한 전기 철도 이시야마 사카모토 선 - 사카모토
- 사이쿄지
- 오쓰 시청 사카모토 지소

## 승차량 변동
| 회사      | 승차 인원 | 승차 인원 | 승차 인원 | 승차 인원 | 승차 인원 | 승차 인원 | 승차 인원 | 승차 인원 | 주 석 |
| 회사      | 1993년    | 1994년    | 1995년    | 1996년    | 1997년    | 1998년    | 1999년    | 2000년    | 주 석 |
| --------- | --------- | --------- | --------- | --------- | --------- | --------- | --------- | --------- | ----- |
| JR 서일본 | 5047      | 5088      | 5082      | 5200      | 5248      | 5383      | 5261      | 5238      | [ 1 ] |
| 회사      | 2001년    | 2002년    | 2003년    | 2004년    | 2005년    | 2006년    | 2007년    | 2008년    |       |
| JR 서일본 | 5180      | 5011      | 4995      | 4936      | 4964      | 5014      | 5005      | 4946      | [ 1 ] |

## 역사
- 1974년 7월 20일 - 일본국유철도 고세이 선 개업과 동시에 에이잔역(일본어: 叡山駅)으로 개업.
- 1987년 4월 1일 - 일본국유철도 분할 민영화로 인하여 서일본 여객철도로 인계.
- 1994년 9월 3일 - 히에이잔사카모토역(일본어: 比叡山坂本駅)로 개칭
- 2003년 11월 1일 - IC 카드 ICOCA 공용 개시.

## 인접역
| 서일본 여객철도 고세이 선 | 서일본 여객철도 고세이 선 | 서일본 여객철도 고세이 선  |
| ------------------------- | ------------------------- | -------------------------- |
| 오쓰쿄 교토 방면          | ■ 고세이 선 신쾌속        | 가타타 쓰루가 방면         |
| 오쓰쿄 교토 방면          | ■ 고세이 선 쾌속          | 오고토온센 오미이마즈 방면 |
| 가라사키 교토 방면        | ■ 고세이 선 보통          | 오고토온센 오미이마즈 방면 |